# 澳門政府公共庫房出納代理銀行
澳門政府公共庫房出納代理銀行，是處理澳門政府年度財政預算案內外的所有收支出納工作的銀行。包括：處理由澳門特別行政區政府財政局收納處交來存入政府庫房帳戶的各項稅項、支付財政局開予其他政府部門或有關人士的政府年度預算內的支款結算單、存入及退還有關人士競投政府各項工程、設備等法定抵押或保證金、接受政府部門開立帳戶及向公務員發放薪金。
大西洋銀行曾是唯一的澳門政府公共庫房出納代理銀行，直到2000年大西洋銀行與中國銀行澳門分行共同負責澳門政府公共庫房出納職能為止。 